# Clarkston (Scozia)
Clarkston (Baile Chlarc in lingua gaelica scozzese) è una località della Scozia, situata nell'area di consiglio di Renfrewshire Orientale.
| Controllo di autorità | VIAF (EN) 126779343 · LCCN (EN) n88238030 · J9U (EN, HE) 987007562650705171 |